# Patrik Sjöberg
Patrik Sjöberg (Göteborg, Suècia 1965) és un atleta suec, ja retirat, guanyador de tres medalles olímpiques en salt d'alçada.

## Biografia
Va néixer el 5 de gener de 1965 a la ciutat de Göteborg, població situada al comtat de Västra Götaland.

## Carrera esportiva
Va participar, als 19 anys, en els Jocs Olímpics d'Estiu de 1984 realitzats a Los Angeles (Estats Units), on va aconseguir guanyar la medalla de plata en la competició masculina de salt d'alçada, en quedar per darrere de l'alemany Dietmar Mögenburg. En els Jocs Olímpics d'Estiu de 1988 celebrats a Seül (Corea del Sud) aconseguí la medalla de bronze empatat amb el soviètic Rudolf Povarnitsyn, i en els Jocs Olímpics d'Estiu de 1992 celebrats a Barcelona (Catalunya) tornà a guanyar la medalla de plata en quedar per darrere del cubà Javier Sotomayor.
Al llarg de la seva carrera activa guanyà una medalla d'or en el Campionat del Món d'atletisme; tres medalles en el Campionat del Món d'atletisme en pista coberta, una d'elles d'or; i quatre títols en el Campionat d'Europa d'atletisme en pista coberta.
El 30 de juny de 1987 establí un nou rècor del món del salt d'alçada (2.42 metres), un rècord que fou vigent fins al 8 de setembre de 1988 quan Javier Sotomayor el superà (2.43 m.).